# 英日同盟

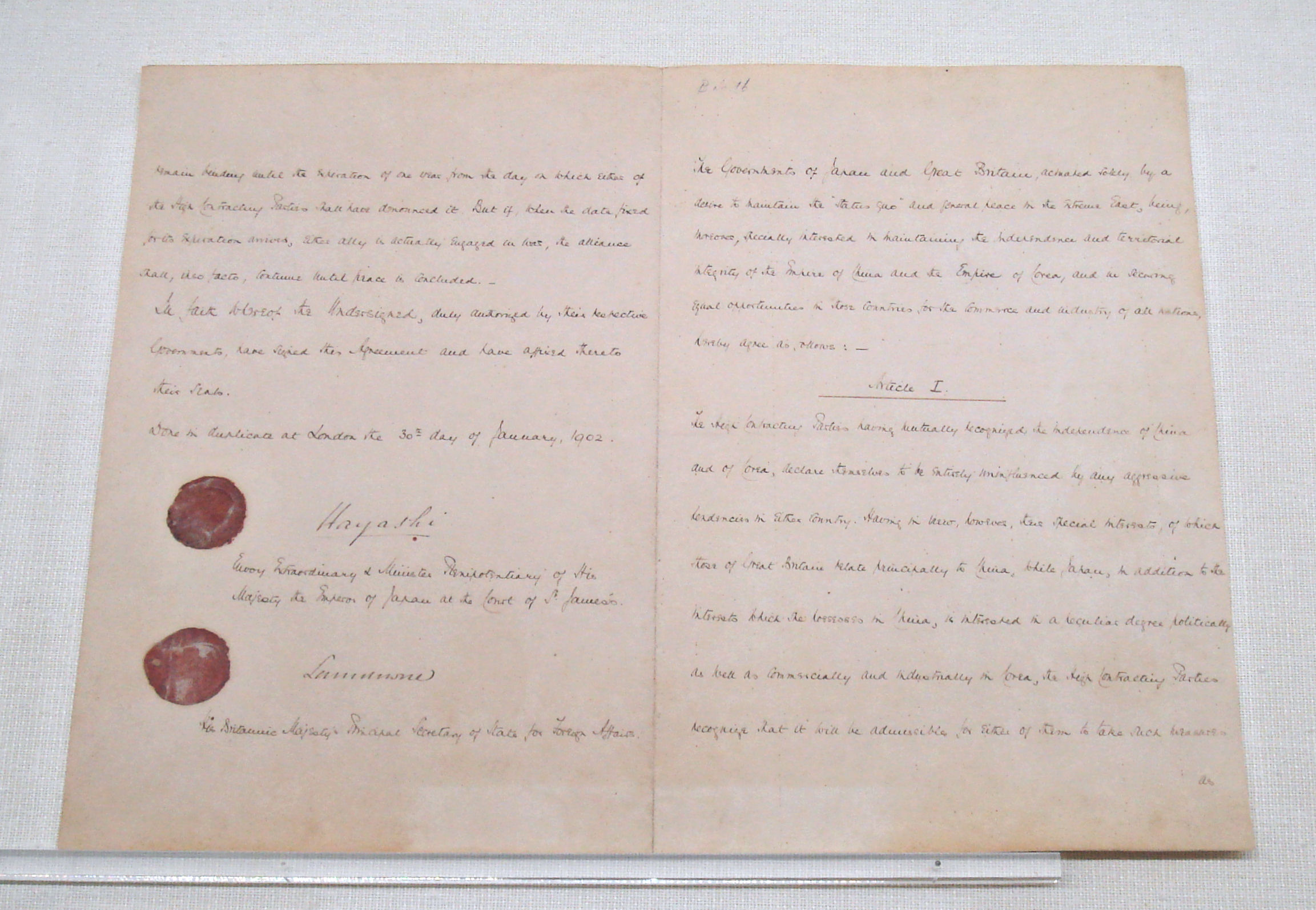
1902年1月30日《英日同盟》。日本外務省外交史料館

英日同盟（英語：Anglo–Japanese Alliance），日本作日英同盟（日语：／ nichi-ei dōmei），簽訂於1902年1月30日，條約立即生效，其後兩度續約，到1923年失效。
此為英國和日本兩國為了維護其各自在大清與大韓帝國之利益而結成的互助同盟，而日本在同盟後不久即展開日俄戰爭。

## 背景
英國方面，在拿破崙戰爭後的數十年，大部份時期採用「光榮孤立」之外交政策。然而，經過三國干涉還遼和布尔戰爭以後，再加上在十九世紀末德意志帝國、奧匈帝國及意大利王國組成的「三國同盟」，法蘭西第三共和國和俄羅斯帝國組成的「法俄同盟」兩大陣營，英國感到自己在國際上受到孤立；因此，英國在1902年以後便決定放棄其孤立政策，開始尋求盟友。
開始時，英國嘗試與德國結盟，失敗後便與日本在1902年結盟，這個安排是由於英國想利用日本箝制俄國和德國在遠東尤其在大清的發展；事實上，在兩國互利下，該同盟在結成後得以二度續約。

## 簽約
同盟在倫敦的蘭士登侯爵邸，由日本駐英公使林董和英國外交大臣蘭士登侯爵亨利·佩蒂-菲茨莫里斯簽訂。意旨為英國和日本兩國為了維護其各自在大清與大韓帝國的利益而結成的互助同盟，盟約雙方對大清及大韓帝國的獨立地位達成共識，承認且尊重各自在兩國具有的特殊權益及對其進行保護的行為。簽約方承諾在另一方對清韓二國發起的戰爭中保持中立，並保證在簽約國與多於一國進入戰爭狀態時給予支持。
日本以此為契機，將大多黃金儲備存在倫敦，其中有一半投資在英國國債，或提供倫敦存款銀行借貸。
1902年1月30日，英國與日本簽訂盟約，即第一次英日同盟；於1905年8月12日再續盟約，簽訂第二次英日同盟；1911年7月13日再續盟約，簽訂第三次英日同盟。可是在第一次世界大戰之後，俄羅斯及德國在遠東對英國的威脅基本已經消除，反而日本反過來在遠東坐大，成為英國最大威脅，故在1923年8月11日，英日不再續盟，同盟失效。

## 效果

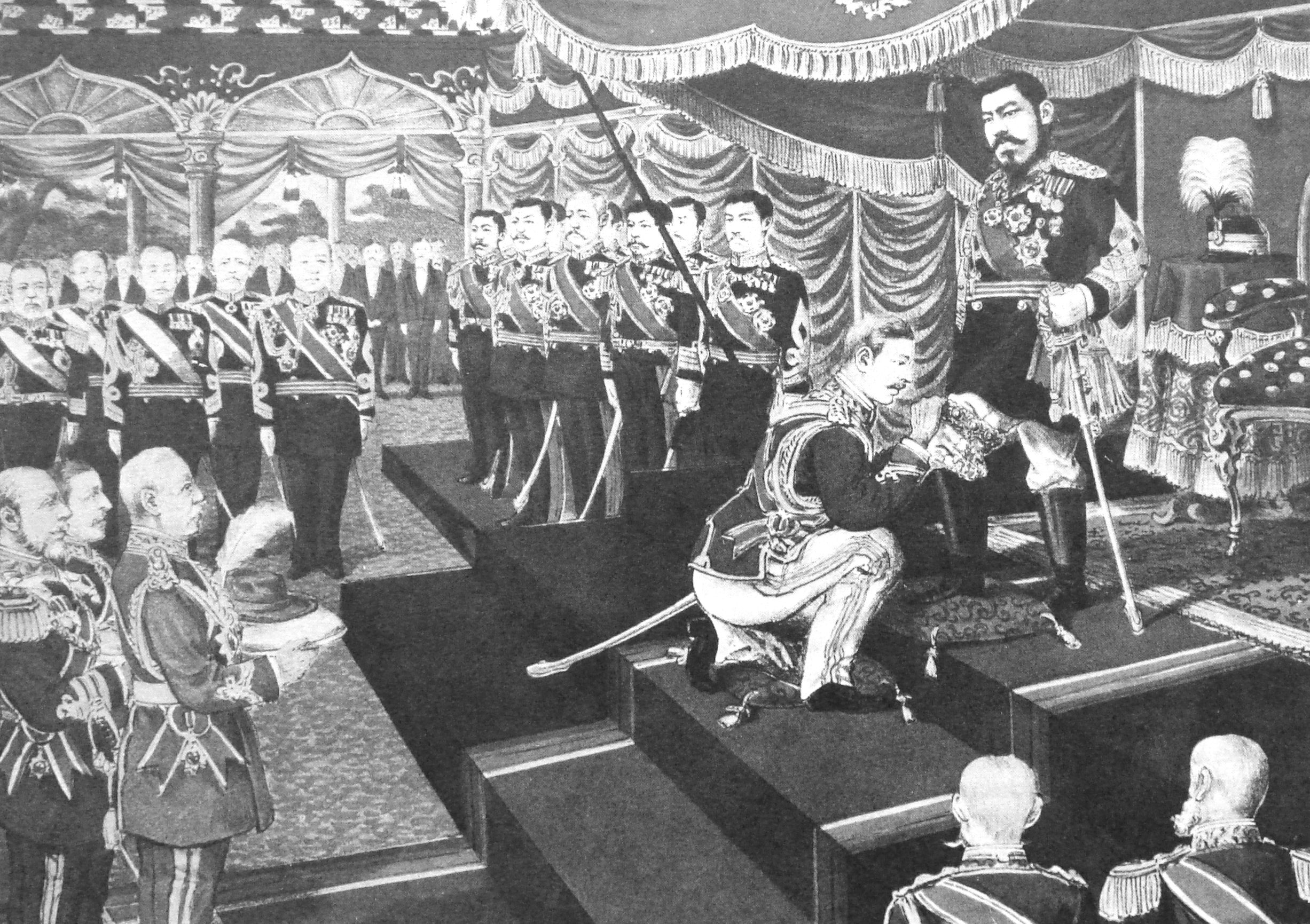
因英日同盟而被授予嘉德勳章的明治天皇（1906年）

1902年2月12日，英日同盟正式對外宣布。面對這個同盟，俄國希望可以和德法結成三國同盟，像以前的三帝同盟，但是因德皇威廉二世和俄國持敵對態度，於是德國拒絕了；1902年3月16日，法俄發表了《共同宣言》。清帝國和美國強烈地反對英日同盟。而英日同盟的內容，使得法國在1904年的日俄戰爭中無法支援俄國，因為那等於和英國宣戰，如果強硬介入，在歐洲的德國、奧匈帝國和義大利的三國同盟可能加入戰爭，演變成世界大戰。
英國與日本都從英日同盟中獲得了巨大的利益，特別是日本崛起的一大關鍵。對剛崛起的大日本帝國而言，與大英帝國結盟大大的提升了其聲望與自信心，讓他們敢於在兩年後發動日俄戰爭。
在日俄戰爭初期的黃海海戰中，日本海軍給予了俄國的太平洋艦隊毀滅性的打擊，迫使俄國必須調動歐洲波羅的海及黑海的艦隊馳援太平洋，然而黑海艦隊不能通過和俄羅斯敵對的鄂圖曼土耳其帝國掌控的達達尼爾海峽，所以可調動的只剩波羅的海艦隊。當時的蘇伊士運河已經開通，但由於掌控在日本的同盟英國手中，使得俄國的艦隊無法通過，被迫只能繞過非洲，大大的延長了航行時間，加上中途無法停靠英國殖民地的海港取得補給，讓波羅的海艦隊戰力嚴重衰退，在七個月的航行之後在對馬海戰中被日軍輕易的擊敗。日本在此戰之後，躍升為亞洲第一強國。

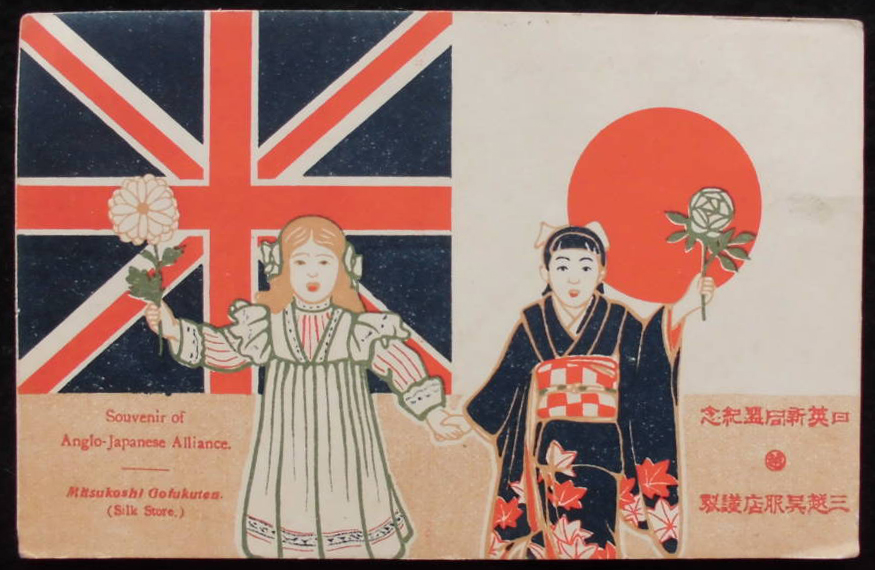
两国友好明信片

在第一次世界大戰爆發後，日本以英日同盟做為藉口，向英國的敵人德國宣戰，並出兵攻打德國在中國的殖民地膠州灣，是為青島戰役。由於中日同為一戰的勝利國，因此戰後日本拒絕歸還膠州灣的情況引發中國不滿，引發山東問題，最後1922年以中國以鉅款贖回山東才告結束。除了膠州灣外，日本還與澳洲一同攻打了德國在太平洋的殖民地德屬新幾內亞；戰後赤道以北的島嶼成為日本統治下，國聯的南洋群島委任統治區，即後來的南洋廳。
對英國而言，與剛崛起的日本結盟有利於遏止帝國主義的老對手俄國在遠東的擴張，並且成功收到了奇效，日俄戰爭重創了帝俄又使俄國爆發革命，即血腥星期日，此後帝俄一直到崩潰為止無力再與英國進行殖民地競賽。此外，一戰爆發後，德國的情報部門不斷的嘗試策反英屬印度軍反抗英國的統治，在1915年2月14日，新加坡的印度駐軍發動叛亂，一時間英方沒有其他部隊可鎮壓，是恰好停泊在新加坡的日本海軍迅速擊敗了叛軍，讓事態不至於惡化。

## 终结

1945年9月2日，日本海军少将魚住治策在英国納爾遜號戰艦上签署了槟城投降书。不久之后他晕倒并被送往医院。注意看魚住治策制服上的杰出服役十字勋章，这是他在同盟期间从英国人那里获得的

在1919年至1920年的巴黎和会上，该联盟已被视为障碍。1920年7月8日，两国政府发表联合声明，大意是联盟条约“不完全符合（国际联盟的）公约的文字，两国政府都热切希望尊重该公约”。
1921年的帝国会议标志着联盟的终结，英国和自治领的领导人在会上开会决定统一的国际政策，会议的主要议题之一是恢复英日同盟。会议开始时，除了加拿大总理阿瑟·米恩之外，所有人都支持立即恢复与日本的同盟关系；成员的普遍的希望是继续与日本结盟，因为这可能为大英帝国在该地区的利益提供安全保障。澳大利亚人担心他们无法抵挡日本帝国海军的任何进步，并希望继续积累海军资源以应对未来可能发生的冲突，因为他们担心日本与美国结盟。
梅根担心日美之间可能会发生冲突，要求大英帝国退出该条约，以免被迫在两国之间开战。其余代表一致认为，最好是讨好美国，并设法找到美国政府认为合适的解决方案，但只有梅根呼吁完全废除该条约。美国政府担心英日同盟的复兴会在太平洋地区创造日本主导的市场，并使中国与美国贸易隔绝；美国和加拿大的新闻媒体加剧了这些担忧，它们报道了条约中所谓的秘密反美条款，并建议公众支持废除条约。
媒体结合梅根关于加拿大担心日本会攻击英国在中国资产的令人信服的论点，导致帝國會議搁置了该联盟。会议向国际联盟传达了他们考虑离开联盟的愿望，国际联盟表示联盟将继续，正如最初声明的那样，离开的一方提前12个月通知对方他们的意图。
大英帝国决定牺牲与日本的同盟关系以换取与美国的善意，但仍希望阻止日本与德国或俄罗斯之间結成可預料的同盟关系。英国代表说服美国邀请几个国家到华盛顿参加有关太平洋和远东政策的会谈，特别是海军裁军方案；日本带着对英国的极度不信任来到华盛顿会议，认为伦敦不再想要对日本最好的东西。
尽管分歧越来越大，日本还是加入了会议，希望避免与美国发生战争。美国、日本、法国和英国準備签署四国公约，并与中国等其他国家一起制定九国公约；四国公约期望能为太平洋地区的国际关系提供一个最低限度的结构。华盛顿会议上的四国公约使英日同盟于1921年12月解散；然而在所有缔约方于1923年8月17日批准该条约之前，它不会正式终止。
1923年，根据1902年和1911年英日同盟条约的第四条，同盟正式终止。英联邦和日本之间的不信任，以及英日同盟缔结的方式，被许多学者认为是日本卷入太平洋战争的主要原因之一。